# بير أولوف سوندمان
بير أولوف سوندمان (بالسويدية: Per Olof Sundman)‏ (1922 - 1992)، هو كاتب وأكاديمي وروائي وقاص سويدي، تُرجمت رواياته للغات عدة، وقد اختير عام 1975م لعضوية الأكاديمية السويدية التي تمنح جائزة نوبل للأداب.

## وفاته
بيير أولوف سوندمان توفي يوم 9 اكتوبر 1992 عن عمر ناهز 70 عاما إثر مرض طويل.

## من أشهر رواياته
- رحلة النسر (فازت بجائزة المجلس الشمالي للأدب عام 1968)[7]
- الصيادون
- التحقيق
- مطلق النار
- الباحثون
- يومان وليلتان
- الرجال والبحر
- لاخوف ولا رغبة

## روابط خارجية
- بير أولوف سوندمان على موقع IMDb (الإنجليزية)
- بير أولوف سوندمان على موقع الموسوعة البريطانية (الإنجليزية)
- بير أولوف سوندمان على موقع مونزينجر (الألمانية)